# Comitatul Alexander, Carolina de Nord
Comitatul Alexander, conform originalului din limba engleză, Alexander County, este unul din cele 100 de comitate ale statului american Carolina de Nord. Conform Census 2000 populația totală era de 33.603 de locuitori. Sediul comitatului este localitatea Taylorsville.
Comitatul Alexander este parte a zonei metropolitane istorice  Lenoir – Morganton.

## Geografie
Conform biroului de recensăminte al Statelor Unite ale Americii, United States Census Bureau, comitatul are o suprafață de 682 km² (adică 263 mile²), dintre care 674 km² ( 260 mile²) reprezintă uscat, iar restul de 8 km² sau 3 mile², este apă (1,12 %).

## Demografie
|  | Graficele sunt indisponibile din cauza unor probleme tehnice. Mai multe informații se găsesc la Phabricator și la wiki-ul MediaWiki. |

Date: Wikidata - grafică realizată de Wikipedia